# Johannes Olav Smit
Johannes Hendrik Olav Smit (* 19. Februar 1883 in Deventer; † 23. Juni 1972 in Rom) war ein niederländischer römisch-katholischer Geistlicher und von 1922 bis 1928 Apostolischer Vikar von Norwegen und Spitzbergen.

## Leben
Johannes Olav Smit empfing am 15. August 1906 die Priesterweihe.
Papst Pius XI. ernannte ihn am 11. April 1922 zum Apostolischen Vikar von Norwegen und Spitzbergen sowie zum Titularbischof von Paralus. Der Erzbischof von Utrecht, Henricus van de Wetering, spendete ihm am 29. Juni desselben Jahres die Bischofsweihe; Mitkonsekratoren waren Augustinus Callier, Bischof von Haarlem, und Arnold Diepen, Bischof von ’s-Hertogenbosch. Ab der Umbenennung des Vikariats am 15. Dezember 1925 war er Apostolischer Vikar von Norwegen.
Aus Gründen, die nie geklärt wurden, verließ er Norwegen 1928, ohne sich von seinem Pfarrhaus oder dem norwegischen König zu verabschieden, um sich in Rom niederzulassen. Hier wurde er Kanoniker des Petersdoms. Er nahm an allen Sitzungsperioden des Zweiten Vatikanischen Konzils teil.
Er wurde auf dem Campo Santo Teutonico bestattet.